# Cộng đồng Phát triển Nam Phi
Cộng đồng Phát triển Nam Phi (tiếng Anh: Southern African Development Community, viết tắt: SADC) là một tổ chức liên chính phủ có trụ sở tại Gaborone, Botswana. Mục tiêu của tổ chức là tăng cường hợp tác và hội nhập kinh tế-xã hội trong khu vực, cũng như hợp tác chính trị và an ninh giữa 16 quốc gia ở khu vực Nam Phi.

## Quốc gia thành viên
Tính đến năm 2022, SADC có tổng cộng 16 quốc gia thành viên:
| Quốc gia               | Diện tích (km2) | Dân số (2020) | GDP (USD)      | GDP (USD)           | Ghi chú về tư cách thành viên |
| Quốc gia               | Diện tích (km2) | Dân số (2020) | Tổng cộng (tỉ) | Bình quân đầu người | Ghi chú về tư cách thành viên |
| ---------------------- | --------------- | ------------- | -------------- | ------------------- | --- |
| Angola                 | 1.246.700       | 32.866.268    | $124,86        | $3.792,75           | |
| Botswana               | 582.000         | 2.351.625     | $18,42         | $7.519,2            | |
| Comoros                | 2.235           | 869.595       | $1,31          | $1.371,02           | Comoros được kết nạp vào SADC tại Hội nghị thượng đỉnh các nguyên thủ quốc gia và chính phủ SADC lần thứ 37 được tổ chức tại Pretoria, Nam Phi vào năm 2017, nâng tổng số quốc gia thành viên lên 16. |
| Cộng hòa Dân chủ Congo | 2.344.858       | 89.561.404    | $64,79         | $669,36             | Kể từ ngày 8 tháng 9 năm 1997 |
| Eswatini               | 17.363          | 1.160.164     | $4,65          | $4.035,54           | |
| Lesotho                | 30.355          | 2.142.252     | $2,56          | $1.212,57           | |
| Madagascar             | 587.295         | 27.691.019    | $14,61         | $504,31             | Được kết nạp vào ngày 18 tháng 8 năm 2005. Tư cách thành viên được phục hồi vào ngày 30 tháng 1 năm 2014 sau khi bị [[Khủng hoảng chính trị Madagascar 2009\|đình chỉ vào năm 2009]]                  |
| Malawi                 | 118.484         | 19.129.955    | $12,04         | $545,06             | |
| Mauritius              | 1.969           | 1.265.740     | $11,26         | $8.892,11           | Kể từ ngày 28 tháng 8 năm 1995 |
| Mozambique             | 801.590         | 31.255.435    | $18,09         | $546,71             | |
| Namibia                | 824.268         | 2.540.916     | $13,01         | $5.016,17           | Kể từ ngày 21 tháng 3 năm 1990 (kể từ khi độc lập) |
| Seychelles             | 456             | 98.462        | $1,75          | $17.693,00          | Cựu thành viên của SADC từ ngày 8 tháng 9 năm 1997 cho đến ngày 1 tháng 7 năm 2004, sau đó tham gia lại vào năm 2008.                                                                                 |
| Nam Phi                | 1.221.037       | 59.308.690    | $426,17        | $6.979,44           | Kể từ ngày 30 tháng 8 năm 1994 |
| Tanzania               | 947.303         | 59.734.213    | $77,51         | $1.260,06           | |
| Zambia                 | 752.612         | 18.383.956    | $26,66         | $1.330,37           | |
| Zimbabwe               | 390.757         | 14.862.927    | $36,38         | $2.300,56           | |

Burundi đã yêu cầu tham gia.

## Cấu trúc tổ chức và thủ tục ra quyết định
Tổ chức có sáu cơ quan chính:
- Hội nghị thượng đỉnh, bao gồm các nguyên thủ quốc gia hoặc người đứng đầu chính phủ
- Cơ quan Chính trị, Quốc phòng và An ninh
- Hội đồng Bộ trưởng
- Tòa án SADC
- Các Ủy ban Quốc gia SADC (SNC)
- Ban Thư ký

Ngoại trừ Toà án (có trụ sở tại Windhoek, Namibia), SNC và Ban Thư ký, việc ra một quyết định là theo sự đồng thuận chung.

## Lãnh đạo

### Chủ tịch
| Quốc gia               | Chủ tịch                    | Nhiệm kỳ                                |
| ---------------------- | --------------------------- | --------------------------------------- |
| Zambia                 | Levy Mwanawasa              | 2007–2008                               |
| Nam Phi                | Kgalema Motlanthe           | 2008–2009                               |
| Cộng hòa Dân chủ Congo | Joseph Kabila               | 2009–2010                               |
| Namibia                | Hifikepunye Pohamba         | 2010–2011                               |
| Angola                 | José Eduardo dos Santos     | 2011–2012                               |
| Mozambique             | Armando Guebuza             | 2012–2013                               |
| Malawi                 | Joyce Banda Peter Mutharika | 2013–17 tháng 8 năm 2014                |
| Zimbabwe               | Robert Mugabe               | 2014–17 tháng 8 năm 2015                |
| Botswana               | Ian Khama                   | 17 tháng 8 năm 2015–2016                |
| Eswatini               | King Mswati III             | 2016–2017                               |
| Nam Phi                | Jacob ZumaCyril Ramaphosa   | 2017–2018                               |
| Namibia                | Hage Geingob                | 17 tháng 8 năm 2018–17 tháng 8 năm 2019 |
| Tanzania               | John Magufuli               | 17 tháng 8 năm 2019–17 tháng 8 năm 2020 |
| Mozambique             | Filipe Nyusi                | 17 tháng 8 năm 2020–17 tháng 8 năm 2021 |
| Malawi                 | Lazarus Chakwera            | 17 tháng 8 năm 2021–17 tháng 8 năm 2022 |
| Cộng hòa Dân chủ Congo | Félix Tshisekedi            | 17 tháng 8 năm 2022–nay                 |

### Thư ký điều hành
| Quốc gia   | Tên                | Nhiệm kỳ                    |
| ---------- | ------------------ | --------------------------- |
| Namibia    | Kaire Mbuende      | 1994–2000                   |
| Mauritius  | Prega Ramsamy      | 2000–2001 (quyền) 2001–2005 |
| Mozambique | Tomaz Salomão      | 2005–2013                   |
| Tanzania   | Stergomena Tax     | 2013–2021                   |
| Botswana   | Elias Mpedi Magosi | 2021–nay                    |